# Hirã
As Hirãs são seres do folclore popular português. São mulheres de cabeça muito grande e um corpo franzino. Quando a Hirã faz 12 anos de idade ela transforma-se em cobra e vai viver no mar. A Hirã é a ultima filha que nasce de sete irmãs.[carece de fontes?]